# Sorabhag
Sorabhag – gaun wikas samiti we wschodniej części Nepalu w strefie Kośi w dystrykcie Morang. Według nepalskiego spisu powszechnego z 2001 roku liczył on 2035 gospodarstw domowych i 10263 mieszkańców (5105 kobiet i 5158 mężczyzn).